# Imersão 2
Imersão 2 é um álbum ao vivo da banda brasileira Diante do Trono com participações de Nívea Soares ,Israel Zalazar,Flávia Arrais e Fred Arrais. Foi lançado em 4 de agosto de 2017 com distribuição da gravadora Onimusic.
O disco foi gravado ao vivo no Décimo Oitavo Congresso Internacional de Louvor, Intercessão e Missão Diante do Trono, no dia 13 de abril, na sede da Igreja Batista da Lagoinha, em Belo Horizonte.
| Críticas profissionais | Críticas profissionais |
| Avaliações da crítica  | Avaliações da crítica  |
| Fonte                  | Avaliação              |
| ---------------------- | ---------------------- |
| Super Gospel           | [ 3 ]                  |

## Faixas
1. "Fluirão Rios" - 7:21 (Solo: Ana Paula Valadão)
2. "Tudo Viverá" - 7:58 (Solo: Ana Paula Valadão)
3. "Tira os Meus Pés do Chão" - 5:46 (Solo: Ana Paula Valadão)
4. "Me Deixar Levar por Ti" - 5:33 (Solo: Ana Paula Valadão)
5. "Teu Novo" - 5:54 (Solo: Ana Paula Valadão)
6. "Faz Novas Todas as Coisas" - 6:01 (Solo: Nívea Soares)
7. "Porque Dele e por Ele" - 2:59 (Solo: Flávia Arrais)
8. "Tudo no seu Templo Diz: Glória!" - 3:43 (Solo: Ana Paula Valadão)
9. "Como as Águas Cobrem o Mar" - 6:13 (Solo: Ana Paula Valadão)
10. "Imersão 2" - 8:28 (Solo: Ana Paula Valadão)
11. "O Tangedor e as Vozes" - 4:37 (Solo: Ana Paula Valadão)
12. "O Mergulho Final"- 5:14 (Solo: Instrumentos)